# ماساكو نوزاوا
ماساكو نوزاوا (野沢雅子 نوزاوا ماساكو) (اسمها الحقيقي ماساكو تسوكادا (塚田雅子 تسوكادا ماساكو)) هي ممثلة يابانية ولدت في 25 أكتوبر 1936 في طوكيو.

## أدوارها في السينما اليابانية
- ألترامان ستوري - ألترامان تارو (أيام الطفولة; صوت)

## أدوارها في الأنمي

### مسلسلات أنمي تلفزيونية
- دراغون بول - سون غوكو
- دراغون بول Z - سون غوكو, سون غوهان, سون غوتين, غوتينكس, باردوك, فيجيتو, غوجيتا
- دراغون بول GT - سون غوكو، سون غوهان، سون غوتين
- دراغون بول Z كاي - سون غوكو، سون غوهان، باردوك, سون غوتين
- دراغون بول سوبر - سون غوكو، سون غوهان، سون غوتين، غوكو بلاك
- سكة المجرة 999 - تيتسورو هوشينو
- غيغيغي نو كيتارو - كيتارو
- غيغيغي نو كيتارو (1971) - كيتارو
- غيغيغي نو كيتارو (2018) - ميداما أوياجي
- هاكابا كيتارو - كيتارو
- رامي الصياد الصغير - رامي
- الوميض الأزرق - كاكيرو شيكي
- تسوباسا كرونيكل - السمكة العملاقة
- ون بيس - دكتورة كوريها
- أبطال الديجيتال الجزء الثالث - صخر، الراوية
- أبطال الديجيتال: - الراوية
- السباق الكبير - هاني
- مغامرات جامبا - جامبا
- كروس غيم - نومو
- لاف هينا - هينا أوراشيما
- كيكايشي - يوميكو هانانوكوجي/مذر-سان
- بومبو - بومبو
- كاليميرو - بوتا
- بينغ بونغ - أوبابا
- أساطير في قادم الزمان - الجدة أسماء

### أوفا أنمي
- دراغون بول Z غايدن: خطة إبادة السايانز - سون غوكو، سون غوهان، تارلس
- دراغون بول: خطة إبادة السوبر سايانز - سون غوكو، سون غوهان، تارلس

### أفلام أنمي
- دراغون بول: لعنة روبيات الدم - سون غوكو
- دراغون بول: الأميرة النائمة في قلعة الشيطان - سون غوكو
- دراغون بول: المغامرة الغامضة - سون غوكو
- دراغون بول Z: منطقة الموت - سون غوكو، سون غوهان
- دراغون بول Z: الأقوى في العالم - سون غوكو، سون غوهان
- دراغون بول Z: شجرة القوة - سون غوكو، سون غوهان، تارلس
- دراغون بول Z: الزعيم سلاغ - سون غوكو، سون غوهان
- دراغون بول Z: إنتقام كولر - سون غوكو، سون غوهان، باردوك
- دراغون بول Z: عودة كولر - سون غوكو، سون غوهان
- دراغون بول Z: سوبر آندرويد 13 - سون غوكو، سون غوهان
- دراغون بول Z: برولي السوبر سايان الأسطوري - سون غوكو، سون غوهان
- دراغون بول Z: تحرير بوجاك - سون غوكو، سون غوهان
- دراغون بول Z: عودة برولي - سون غوكو، سون غوهان، سون غوتين
- دراغون بول Z: بايو-برولي - سون غوكو، سون غوتين
- دراغون بول Z: تجديد الدمج - سون غوكو، سون غوهان، سون غوتين، غوتينكس, غوجيتا
- دراغون بول Z: غضب التنين - سون غوكو، سون غوهان، سون غوتين، غوتينكس
- دراغون بول: طريق القوة - سون غوكو
- دراغون بول Z: معركة الخوارق - سون غوكو، سون غوهان، سون غوتين
- دراغون بول Z: إعادة إحياء "F" - سون غوكو، سون غوهان، سون غوتين
- دراغون بول سوبر: برولي - سون غوكو، سون غوتين، باردوك
- دراغون بول سوبر: البطل الخارق - سون غوكو، سون غوهان
- فيلم بوكيمون: قوتنا - هارييت
- أسورا - أسورا
- فيلم ديجيمون تيمرز: معركة المغامرون - غيلمون
- فيلم ديجيمون تيمرز: قطار الديجيمون الهائج - غيلمون
- سفينة الأشباح الطائرة - هاياتو
- ون بيس: معجزة الساكورا في الشتاء - دكتورة كوريها

## أدوارها في ألعاب الفيديو
- دراغون بول Z - سون غوكو
- دراغون بول Z: سوبر بوتودين - سون غوكو
- دراغون بول Z: سوبر بوتودين 2 - سون غوكو
- دراغون بول Z في آر فيرسيس - سون غوكو
- دراغون بول Z: سوبر بوتودين 3 - سون غوكو
- دراغون بول Z: ألتيميت باتل 22 - سون غوكو، سون غوهان، غوتينكس, غوجيتا
- دراغون بول Z: هايبر ديمنشن - سون غوكو، سون غوهان، غوتينكس, فيجيتو
- دراغون بول GT: فاينل باوت - سون غوكو، سون غوهان، فيجيتو
- دراغون بول Z: بودوكاي - سون غوكو، سون غوهان
- دراغون بول Z: بودوكاي 2 - سون غوكو، سون غوهان، سون غوتين، غوتينكس, فيجيتو
- سوبر دراغون بول Z - سون غوكو، سون غوهان
- دراغون بول Z: بودوكاي تينكايتشي 3 - سون غوكو
- دراغون بول Z: أتاك أوف ذا سايانز - سون غوكو
- دراغون بول: ريفنج أوف كينغ بيكولو - سون غوكو
- دراغون بول: ريجنغ بلاست 2 - سون غوكو، سون غوهان، سون غوتين، غوتينكس, فيجيتو، غوجيتا, باردوك، تارلس
- دراغون بول Z: باتل أوف Z - سون غوكو
- دراغون بول زينوفرس - سون غوكو
- دراغون بول فيوجنز - سون غوكو
- دراغون بول زينوفرس 2 - سون غوكو
- دراغون بول فايترز - سون غوكو
- دراغون بول Z: كاكاروت - سون غوكو
- باتل ستاديوم د.و.ن - سون غوكو
- سلسلة كينغدوم هارتس
  - كينغدوم هارتس II - مرجانة
  - كينغدوم هارتس بيرث باي سليب - مرجانة
- جاي-ستارز فيكتوري فيرسيس - سون غوكو

## أدوارها في الدبلجة اليابانية
- الأسد الملك 3: هاكونا ماتاتا - والدة تيمون
- داني المهضوم - داني
- آل كروودز - غران

## جوائز
فازت بجائرة غينيس للأرقام القياسية كأطول مؤدية صوت العاب عملاً حيث أستمرت أكثر من 23 سنة و218 يوم، عن اداؤها في سلسلة العاب دراغون بول.

## وصلات خارجية
- ماساكو نوزاوا على موقع IMDb (الإنجليزية)
- ماساكو نوزاوا على موقع ألو سيني (الفرنسية)
- ماساكو نوزاوا على موقع ميوزك برينز (الإنجليزية)
- ماساكو نوزاوا على موقع قاعدة بيانات الفيلم (الإنجليزية)
- ماساكو نوزاوا على موقع كينوبويسك (الروسية)
- ماساكو نوزاوا على موقع ANN person (الإنجليزية)